# 엄영근
 엄영근(嚴永根, 1960년 ~ 2014년 10월 15일)은 대한민국의 교수다.
원목과 관련한 종합분야에서 대한민국 최고의 전문가 가운데 하나로 유명하다. 국민대학교 임산생명공학과 교수로 재직중 2014년 10월 15일 췌장암으로 별세했다.

## 저서
- <<목재의 3차원적 구조>>
- <<목재 도장 가이드>> 2007.5.30 (원저자: Mick Allen) 등.

## 학력
- 강릉고등학교
- 서울대학교
- 서울대 대학원